# Новостав (Кременецький район)
Новоста́в — село в Україні, у Шумській міській громаді Кременецького району Тернопільської області. Розташоване на річці Вілія, у центрі району. 
Населення — 598 осіб (2018).

## Історія
Поблизу села виявлено археологічні пам'ятки пізнього палеоліту та мезоліту.
Перша писемна згадка — 1513 року як власність литовського боярина Богуша Михайла Боговитиновича.
Назва села походить старої назви «Новий Став», оскільки при в'їзді у село розташований великий став. Пізніше перенайменували у скорочений варіант — Новостав.
1786 рок побудували дерев'яну церкву, але вона згоріла у 1862 році. У 1865 році парафіяни села власним коштом збудували нову церкву з дерева, яка, ймовірно, дуже подібна до знищеної церкви. Церква була філіальною, приписана до парафіяльної церкви у селі Шумбар.
На 1936 рік село входило до ґміни Дедеркали Кременецького повіту. 
1947 року у селі створився колгосп, почалася механізація села.
1947 року у селі створена хата-читальня, а 1951 року бібліотека стала приклубною.
12 червня 2020 року, відповідно до розпорядження Кабінету Міністрів України № 724-р «Про визначення адміністративних центрів та затвердження територій територіальних громад Тернопільської області» село увійшло до складу Шумської міської громади.
19 липня 2020 року, в результаті адміністративно-територіальної реформи та ліквідації Шумського району, село увійшло до складу Кременецького району.

## Населення

### Мова
Розподіл населення за рідною мовою за даними перепису 2001 року:
| Мова            | Кількість | Відсоток |
| --------------- | --------- | -------- |
| українська      | 652       | 99.24%   |
| російська       | 2         | 0.30%    |
| білоруська      | 1         | 0.15%    |
| угорська        | 1         | 0.15%    |
| інші/не вказали | 1         | 0.16%    |
| Усього          | 657       | 100%     |

## Церква святого Архистратига Михаїла

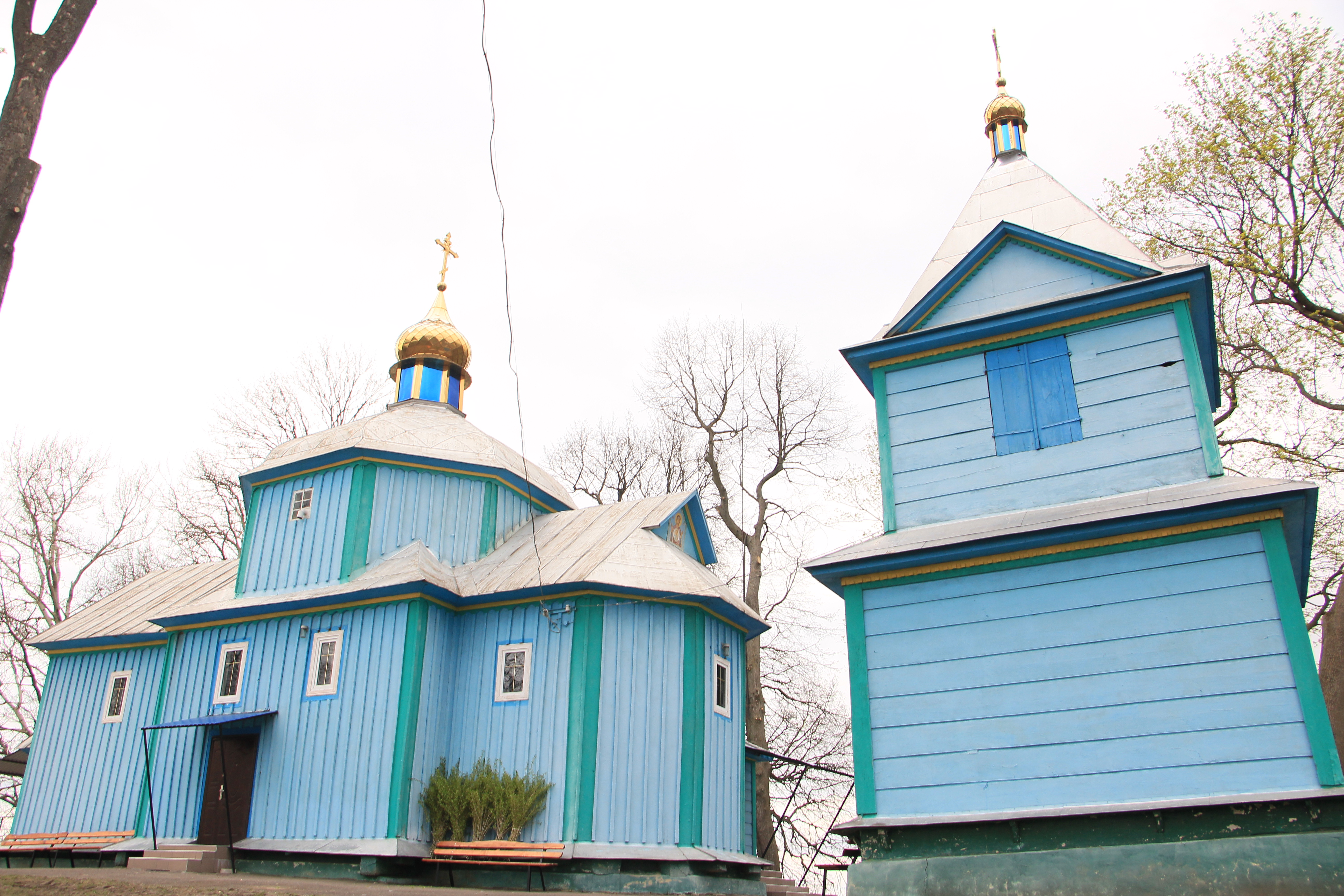
Cтара дерев'яна церква

У селі є дерев'яна церква святого Архистратига Михаїла 1865 року, пам'ятка архітектури місцевого значення.
У 2014 році, після Революції Гідності, більшість парафіян у ході опитування висловилась за перехід до Київського патріархату. Так із 382 дорослих парафіян — 325 осіб висловились за перехід у юрисдикцію Української православної церкви Київського патріархату
6 червня 2014 року статут місцевої громади УПЦ МП перереєстрований і за змінами її перетворили на громаду УПЦ КП. Тоді за церкву святого Михаїла на парафії виник конфлікт між прихильниками Київського та Московського патріархатів.
10 липня прихильники УПЦ (МП) у селі Новостав звернулись до Тернопільського обласного адміністративного суду з позовом проти ОДА та реєстраційної служби. Проте суд незадовольнив їхні вимоги.
15 березня 2016 року Львівський апеляційний адміністративний суд частково задовольнив позов громади УПЦ МП, відновивши її статус юридичної особи.

## Транспорт
Через село проходить автошлях Р26.

## Соціальна сфера
Діють З0Ш І ступеня, клуб, бібліотека, ФАП, відділення зв'язку, торговельний заклад. На території села є став.

## Галерея

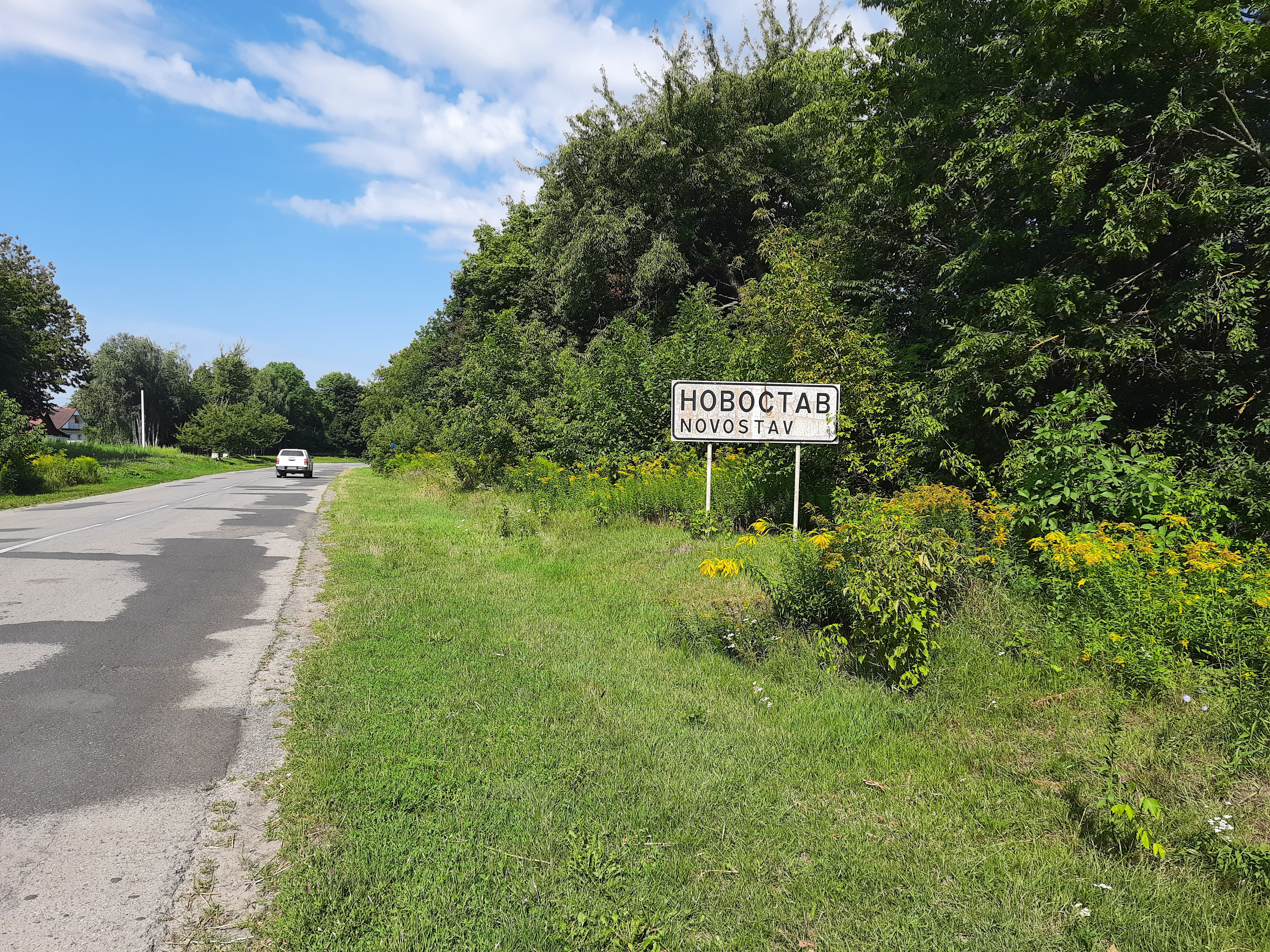
Дорожній знак при в'їзді в село
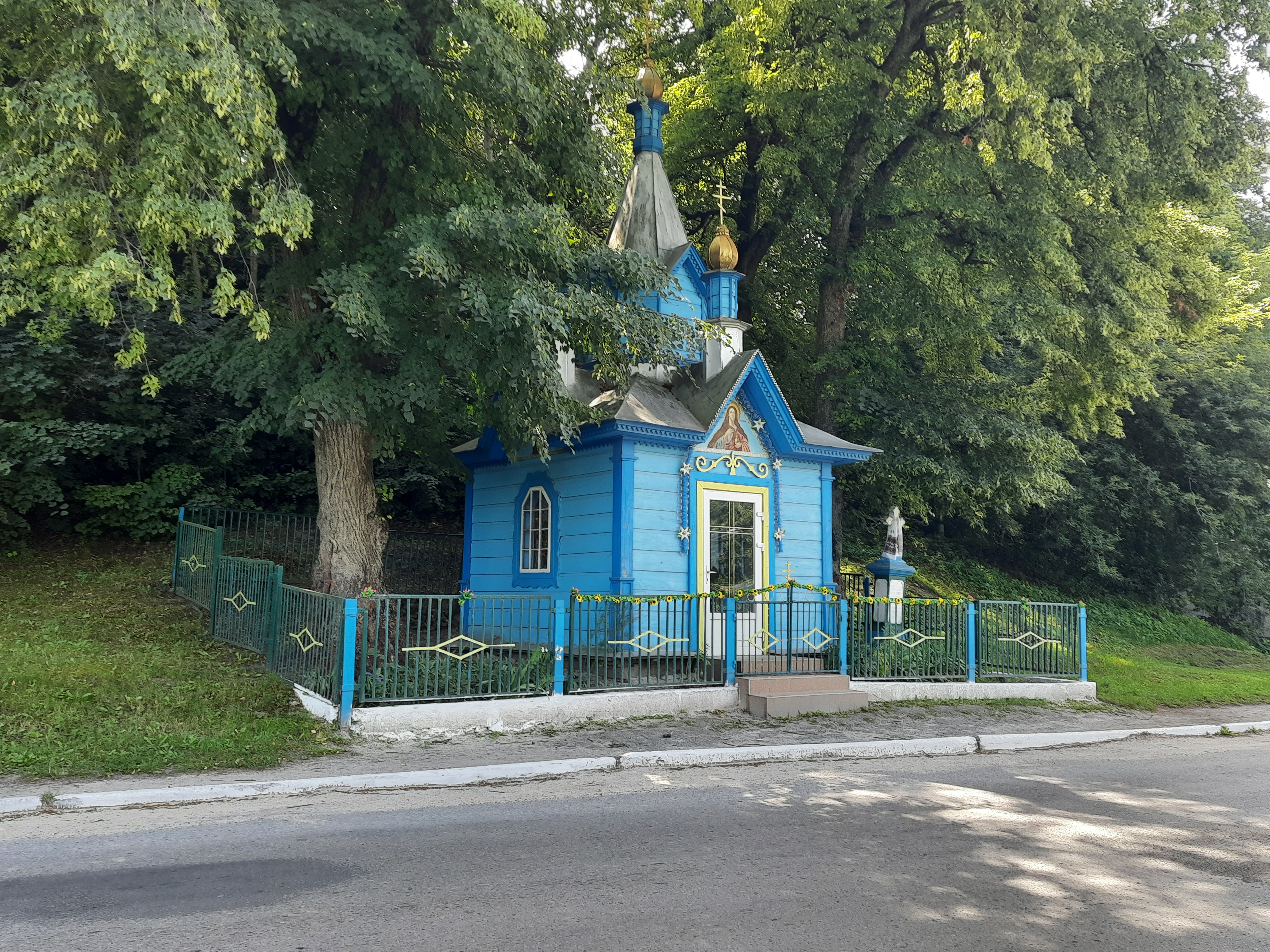
Капличка
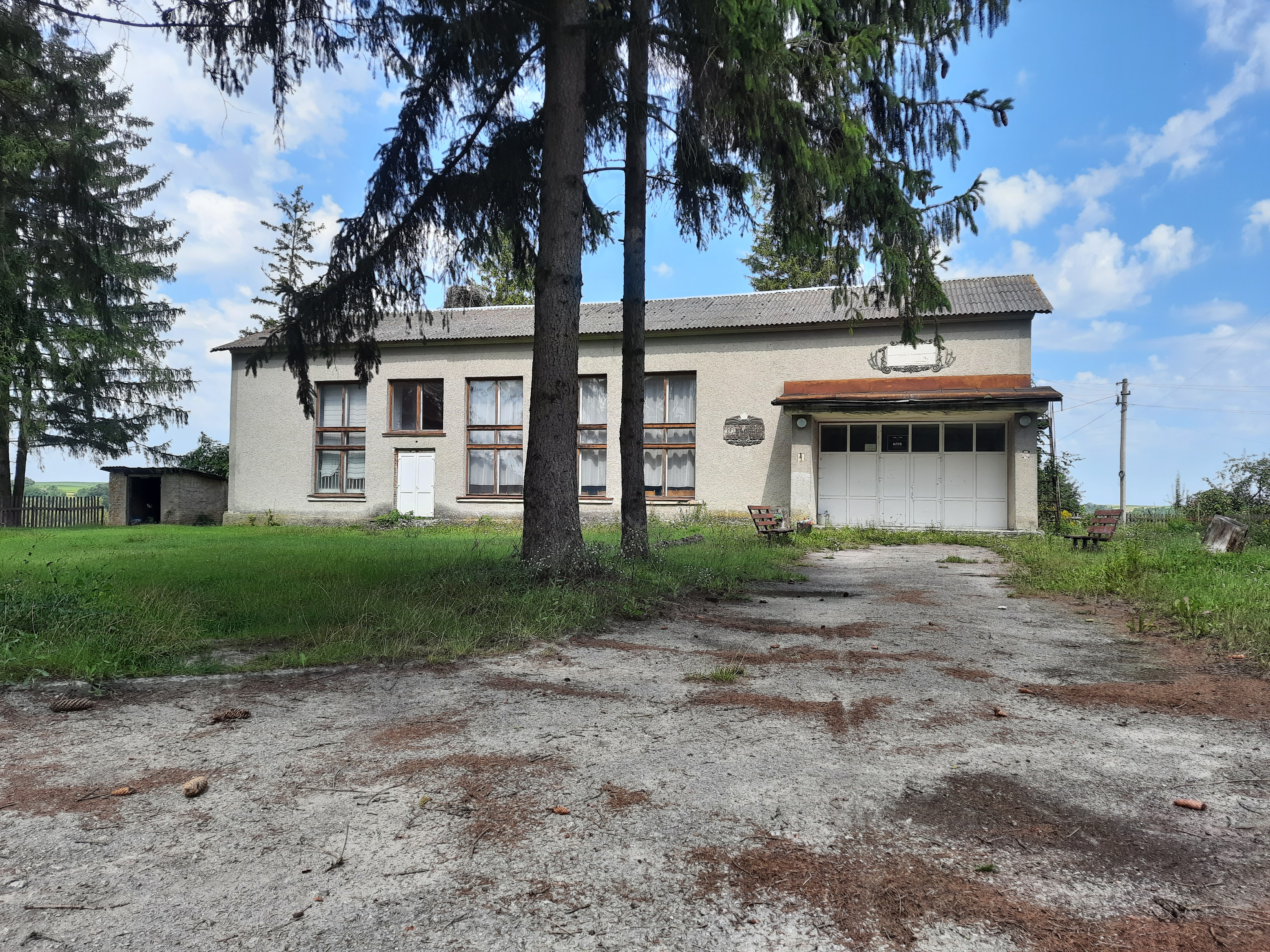
Будинок культури
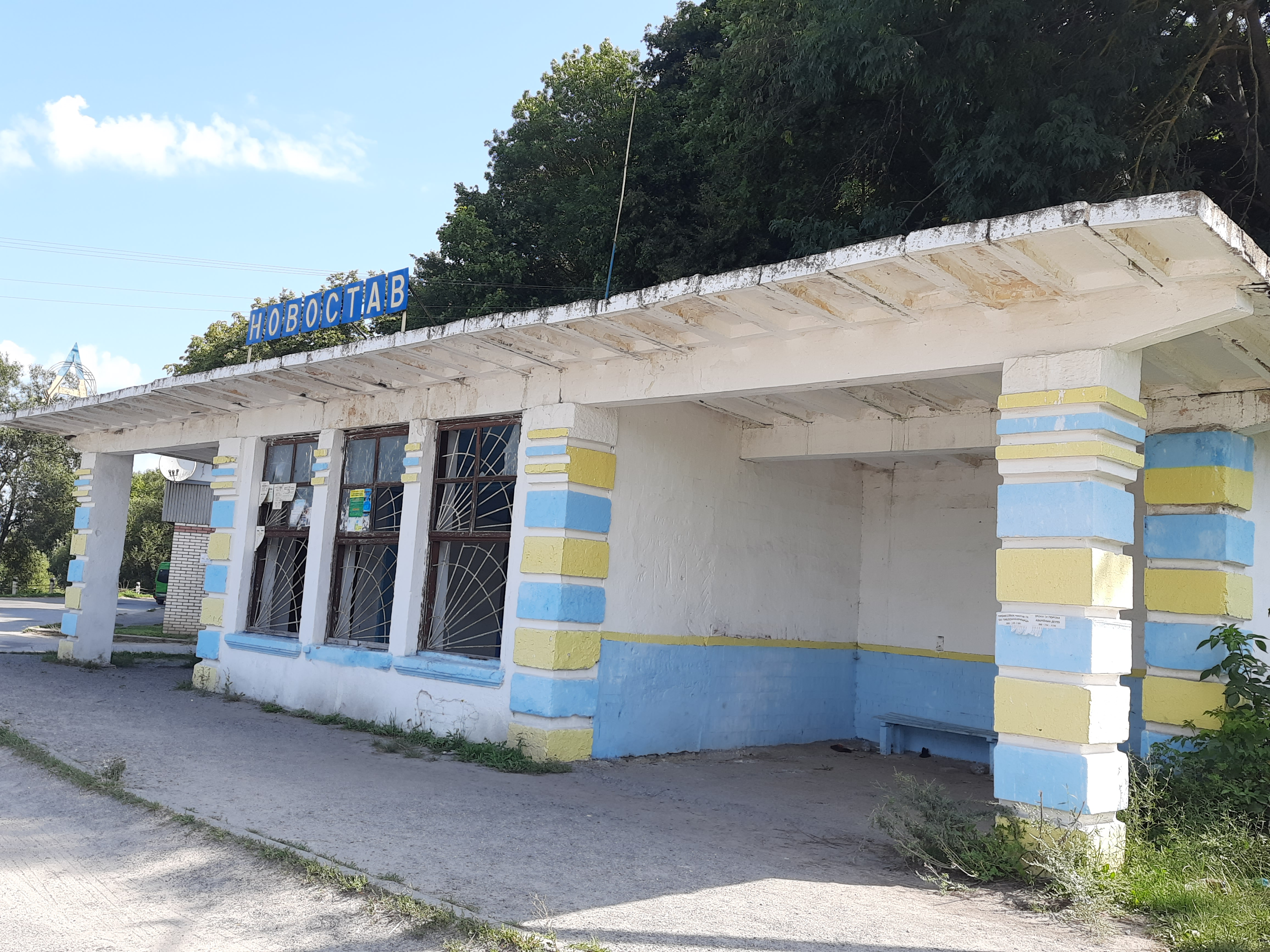
Автобусна зупинка
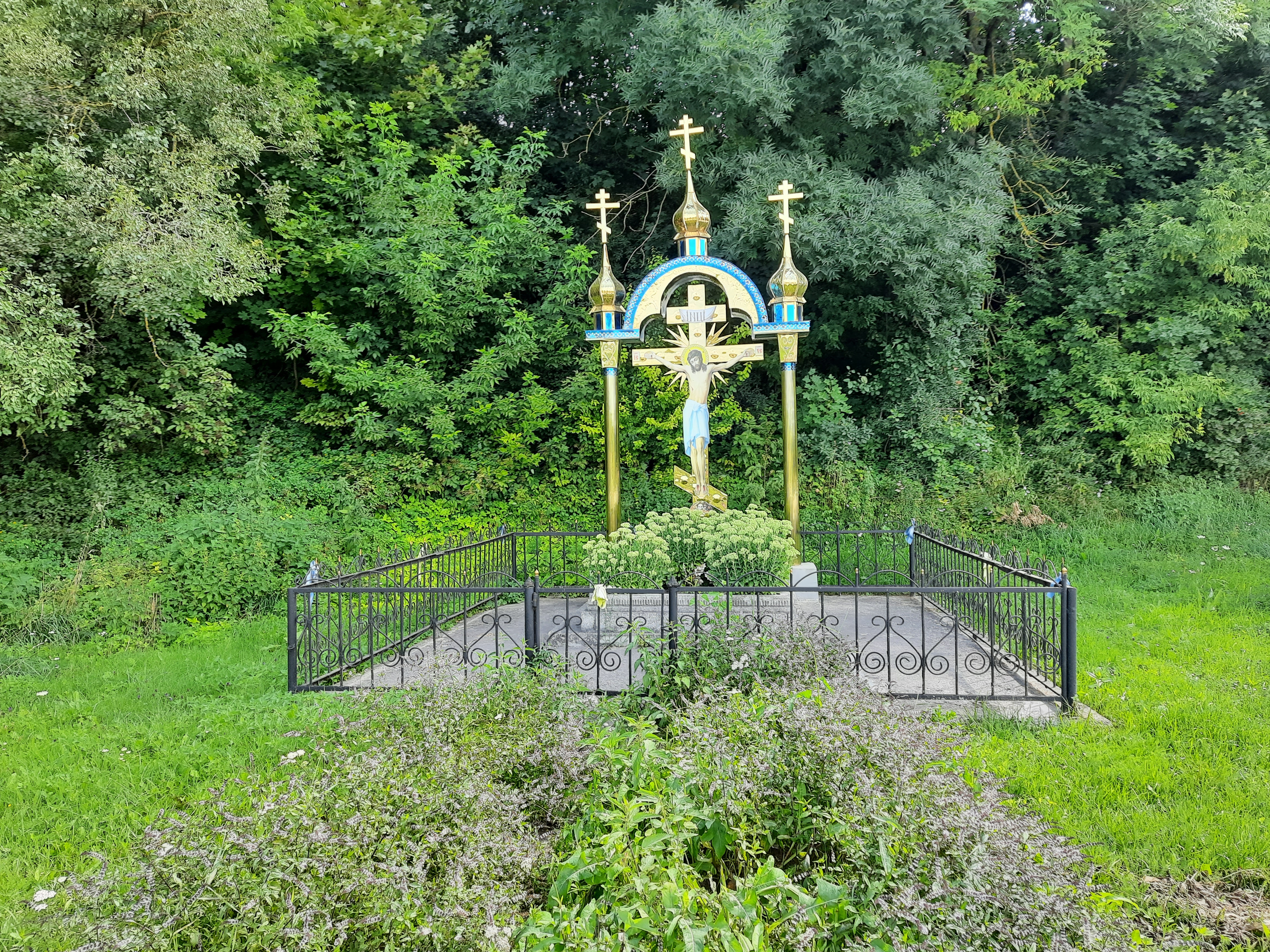
Пам'ятний хрест